# Noisia
Noisia, stylizováno jako NOISIΛ (VISION otočené o 180°), je nizozemské trio, skládající se z Nika Roose, Martijna van Sonderena a Thijse de Vliegera, produkující elektronickou hudbu, dubstep, drum and bass, breakbeat, ale i house. Noisia hráli po celém světě a vlastní tři labely (Vision, Division a Invisible Recordings). V září 2019 oznámili ukončení tvorby a rozpad ke konci roku 2020. Později odložili rozpad o rok, vzhledem k pandemii koronaviru v roce 2020. 
28. dubna 2022 oznámila skupina vydání závěrečného alba s názvem Closer.
21. srpna 2022 zahrálo trio své poslední vystoupení na festivalu Lowlands v Nizozemsku. Jejich dj set trval přes 2 hodiny, ve kterém se loučili s fanoušky EDM.